# Villagarcía de Campos
Villagarcía de Campos község Spanyolországban, Valladolid tartományban. Villagarcía de Campos Villanueva de los Caballeros, Pozuelo de la Orden, Tordehumos, Castromonte és Urueña községekkel határos. Lakosainak száma 288 fő (2024).

## Népesség
A település népessége az utóbbi években az alábbiak szerint változott:
| Lakosok száma | 431  | 418  | 395  | 384  | 371  | 362  | 322  | 307  | 288  | 288  |
|               | 2001 | 2004 | 2007 | 2009 | 2012 | 2014 | 2017 | 2019 | 2022 | 2024 |